# 特尔林根
特尔林根是德国莱茵兰-普法尔茨州的一个市镇。总面积2.24平方公里，总人口156人，其中男性82人，女性74人（2011年12月31日），人口密度70人/平方公里。